# HD 22764
HD 22764，又名BD+59 699，SAO 24169、HR 1112，是一颗恒星，视星等为5.76，位于銀經142.87，銀緯3.9，其B1900.0坐标为赤經3h 34m 28s，赤緯+59° 3.9′ 50″。